# ATP-toernooi van Rosmalen
Het ATP-toernooi van Rosmalen is een jaarlijks terugkerend tennistoernooi volgens het knock-outsysteem voor mannen dat wordt georganiseerd door Libéma onder auspiciën van het ATP in het Nederlandse Rosmalen. Vanaf 2018 heeft Libéma haar naam verbonden aan het toernooi en heet het evenement de Libéma Open. Van 2016 tot en met 2017 was Ricoh Nederland de naamsponsor. De drie voorgaande jaren stond het toernooi bekend als de Topshelf Open, van 2002 tot en met 2009 heette het de Ordina Open en tussen 2010 en 2012 UNICEF Open. Internationaal staat het toernooi sinds 1998 bekend als het toernooi van 's-Hertogenbosch.
Tegelijkertijd wordt op dezelfde locatie ook het WTA-toernooi van Rosmalen gehouden.
Het toernooi wordt op het terrein van Autotron Expodome in Rosmalen gespeeld. Het is het enige ATP-toernooi in Nederland waar op gras wordt getennist. Het toernooi valt in de categorie ATP Tour 250. Van 1997 tot en met 2014 begon het toernooi altijd een week voor Wimbledon en eindigde de zaterdag ervoor. Vanaf 2015 begint het toernooi meteen na Roland Garros en zitten er, doordat de traditionele start één week eerder werd gelegd, twee weken tussen het toernooi van Rosmalen en Wimbledon. Ook in de jaren 1990 tot en met 1996 werd het toernooi meteen na Roland Garros gespeeld. De eerste editie van het mannentoernooi vond plaats in 1990 nadat in 1989 een demonstratietoernooi in Rosmalen was gehouden. In de eerste jaren werd het toernooi alleen gehouden voor heren. Het heette toen het Continental Gras Tournament. Nadat Halle ook een grastoernooi ging organiseren, kon deze naam niet meer gedragen worden. Sinds 1996 doen ook de dames mee met dit evenement. In 2020 en 2021 werd het toernooi niet gespeeld, vanwege de coronapandemie.

## Finales
De Nederlanders Richard Krajicek (1994 en 1997) en Sjeng Schalken (2002 en 2003) wonnen beiden het toernooi tweemaal. Verder won de Nederlander Tim van Rijthoven verrassend het toernooi in 2022, een jaar later werd hij opgevolgd door zijn landgenoot Tallon Griekspoor. De Australiër Patrick Rafter en de Fransman Nicolas Mahut hebben de meeste overwinningen op hun naam staan: drie stuks. Rafter deed dat driemaal achter elkaar.
Raemon Sluiter, die aanvankelijk zijn carrière had beëindigd na het ATP-toernooi van Rotterdam 2008, keerde terug in het ATP-circuit via een wildcard voor het hoofdtoernooi van Rosmalen in 2009. Zijn comeback op ATP-niveau leverde hem een finaleplaats op. Hij versloeg Dudi Sela in de kwartfinale en Iván Navarro in de halve finale. In de finale verloor hij van Benjamin Becker, die zich als qualifier had opgewerkt naar de finale. 

### Enkelspel
| Datum      | Naam                                  | Categorie    | ($/€)                                  | Winnaar                                | Verliezend finalist                    | Uitslag                                | Details                                |
| ---------- | ------------------------------------- | ------------ | -------------------------------------- | -------------------------------------- | -------------------------------------- | -------------------------------------- | -------------------------------------- |
| 17-06-1990 | Continental Grass Court Championships | World Series | $ 225.000                              | Amos Mansdorf                          | Aleksandr Volkov                       | 6-3, 7-6(3)                            | Details                                |
| 16-06-1991 | Continental Grass Court Championships | World Series | $ 225.000                              | Christian Saceanu                      | Michiel Schapers                       | 6-1, 3-6, 7-5                          | Details                                |
| 14-06-1992 | Continental Grass Court Championships | World Series | $ 235.000                              | Michael Stich                          | Jonathan Stark                         | 6-4, 7-5                               | Details                                |
| 13-06-1993 | Continental Grass Court Championships | World Series | $ 275.000                              | Arnaud Boetsch                         | Wally Masur                            | 3-6, 6-3, 6-3                          | Details                                |
| 12-06-1994 | Continental Grass Court Championships | World Series | $ 288.750                              | Richard Krajicek (1)                   | Karsten Braasch                        | 6-3, 6-4                               | Details                                |
| 18-06-1995 | Ordina Open                           | World Series | $ 303.000                              | Karol Kučera                           | Anders Järryd                          | 7-6(7), 7-6(4)                         | Details                                |
| 17-06-1996 | Heineken Trophy                       | World Series | $ 475.000                              | Richey Reneberg                        | Stéphane Simian                        | 6-4, 6-0                               | Details                                |
| 16-06-1997 | Heineken Trophy                       | World Series | $ 475.000                              | Richard Krajicek (2)                   | Guillaume Raoux                        | 6-4, 7-6(7)                            | Details                                |
| 15-06-1998 | Heineken Trophy                       | Int. Series  | $ 475.000                              | Patrick Rafter (1)                     | Martin Damm                            | 7-6(2), 6-2                            | Details                                |
| 14-06-1999 | Heineken Trophy                       | Int. Series  | $ 475.000                              | Patrick Rafter (2)                     | Andrei Pavel                           | 3-6, 7-6(7), 6-4                       | Details                                |
| 19-06-2000 | Heineken Trophy                       | Int. Series  | $ 375.000                              | Patrick Rafter (3)                     | Nicolas Escudé                         | 6-1, 6-3                               | Details                                |
| 18-06-2001 | Heineken Trophy                       | Int. Series  | $ 375.000                              | Lleyton Hewitt                         | Guillermo Cañas                        | 6-3, 6-4                               | Details                                |
| 17-06-2002 | Ordina Open                           | Int. Series  | $ 356.000                              | Sjeng Schalken (1)                     | Arnaud Clément                         | 3-6, 6-3, 6-2                          | Details                                |
| 16-06-2003 | Ordina Open                           | Int. Series  | $ 355.000                              | Sjeng Schalken (2)                     | Arnaud Clément                         | 6-3, 6-4                               | Details                                |
| 14-06-2004 | Ordina Open                           | Int. Series  | $ 355.000                              | Michaël Llodra                         | Guillermo Coria                        | 6-3, 6-4                               | Details                                |
| 13-06-2005 | Ordina Open                           | Int. Series  | $ 355.000                              | Mario Ančić (1)                        | Michaël Llodra                         | 7-5, 6-4                               | Details                                |
| 19-06-2006 | Ordina Open                           | Int. Series  | $ 355.000                              | Mario Ančić (2)                        | Jan Hernych                            | 6-0, 5-7, 7-5                          | Details                                |
| 18-06-2007 | Ordina Open                           | Int. Series  | $ 391.000                              | Ivan Ljubičić                          | Peter Wessels                          | 7-6(5), 4-6, 7-6(4)                    | Details                                |
| 16-06-2008 | Ordina Open                           | Int. Series  | € 349.000                              | David Ferrer (1)                       | Marc Gicquel                           | 6-4, 6-2                               | Details                                |
| 14-06-2009 | Ordina Open                           | ATP 250      | € 450.000                              | Benjamin Becker                        | Raemon Sluiter                         | 7-5, 6-3                               | Details                                |
| 19-06-2010 | Unicef Open                           | ATP 250      | € 450.000                              | Serhij Stachovsky                      | Janko Tipsarević                       | 6-3, 6-0                               | Details                                |
| 18-06-2011 | Unicef Open                           | ATP 250      | € 450.000                              | Dmitri Toersoenov                      | Ivan Dodig                             | 6-3, 6-2                               | Details                                |
| 23-06-2012 | Unicef Open                           | ATP 250      | € 450.000                              | David Ferrer (2)                       | Philipp Petzschner                     | 6-3, 6-4                               | Details                                |
| 22-06-2013 | Topshelf Open                         | ATP 250      | € 410.200                              | Nicolas Mahut (1)                      | Stanislas Wawrinka                     | 6-3, 6-4                               | Details                                |
| 21-06-2014 | Topshelf Open                         | ATP 250      | € 426.605                              | Roberto Bautista Agut                  | Benjamin Becker                        | 2-6, 7-6(2), 6-4                       | Details                                |
| 14-06-2015 | Topshelf Open                         | ATP 250      | € 537.050                              | Nicolas Mahut (2)                      | David Goffin                           | 7-6(1), 6-1                            | Details                                |
| 06-06-2016 | Ricoh Open                            | ATP 250      | € 566.525                              | Nicolas Mahut (3)                      | Gilles Müller                          | 6-4, 6-4                               | Details                                |
| 18-06-2017 | Ricoh Open                            | ATP 250      | € 589.185                              | Gilles Müller                          | Ivo Karlović                           | 7-6(5), 7-6(4)                         | Details                                |
| 17-06-2018 | Libéma Open                           | ATP 250      | € 612.755                              | Richard Gasquet                        | Jérémy Chardy                          | 6-3, 7-6(5)                            | Details                                |
| 16-06-2019 | Libéma Open                           | ATP 250      | € 635.750                              | Adrian Mannarino                       | Jordan Thompson                        | 7-6(7), 6-3                            | Details                                |
| 2020       | Libéma Open                           | ATP 250      | Geen toernooi wegens de coronapandemie | Geen toernooi wegens de coronapandemie | Geen toernooi wegens de coronapandemie | Geen toernooi wegens de coronapandemie | Geen toernooi wegens de coronapandemie |
| 2021       | Libéma Open                           | ATP 250      | Geen toernooi wegens de coronapandemie | Geen toernooi wegens de coronapandemie | Geen toernooi wegens de coronapandemie | Geen toernooi wegens de coronapandemie | Geen toernooi wegens de coronapandemie |
| 12-06-2022 | Libéma Open                           | ATP 250      | € 648.130                              | Tim van Rijthoven                      | Daniil Medvedev                        | 6-4, 6-1                               | Details                                |
| 18-06-2023 | Libéma Open                           | ATP 250      | € 673.300                              | Tallon Griekspoor                      | Jordan Thompson                        | 6-7(4), 7-6(3), 6-3                    | Details                                |
| 16-06-2024 | Libéma Open                           | ATP 250      | € 690.135                              | Alex de Minaur                         | Sebastian Korda                        | 6-2, 6-4                               | Details                                |

### Dubbelspel
Vier keer werd het dubbelspel door een Nederlands duo gewonnen. Voor het eerst in 1991 met Hendrik Jan Davids/Paul Haarhuis, vervolgens in 1995 Richard Krajicek/Jan Siemerink, in 1997 Jacco Eltingh/Paul Haarhuis en tot slot Paul Haarhuis/Sjeng Schalken in 2001.
| Datum      | Naam                                  | Categorie    | ($/€)                                  | Winnaars                               | Verliezend finalisten                  | Uitslag                                | Details                                |
| ---------- | ------------------------------------- | ------------ | -------------------------------------- | -------------------------------------- | -------------------------------------- | -------------------------------------- | -------------------------------------- |
| 17-06-1990 | Continental Grass Court Championships | World Series | $ 225.000                              | Jakob Hlasek Michael Stich             | Jim Grabb Patrick McEnroe              | 7-6, 6-3                               | Details                                |
| 16-06-1991 | Continental Grass Court Championships | World Series | $ 225.000                              | Hendrik Jan Davids Paul Haarhuis (1)   | Richard Krajicek Jan Siemerink         | 6-3, 7-6                               | Details                                |
| 14-06-1992 | Continental Grass Court Championships | World Series | $ 235.000                              | Jim Grabb Richey Reneberg              | John McEnroe Michael Stich             | 6-4, 6-7, 6-4                          | Details                                |
| 13-06-1993 | Continental Grass Court Championships | World Series | $ 275.000                              | Patrick McEnroe Jonathan Stark         | David Adams Andrej Olchovski           | 7-6, 1-6, 6-4                          | Details                                |
| 12-06-1994 | Continental Grass Court Championships | World Series | $ 288.750                              | Stephen Noteboom Fernon Wibier         | Diego Nargiso Peter Nyborg             | 6-3, 1-6, 7-6                          | Details                                |
| 18-06-1995 | Ordina Open                           | World Series | $ 303.000                              | Richard Krajicek Jan Siemerink (1)     | Hendrik Jan Davids Andrej Olchovski    | 7-5, 6-3                               | Details                                |
| 17-06-1996 | Heineken Trophy                       | World Series | $ 475.000                              | Paul Kilderry Pavel Vízner (1)         | Anders Järryd Daniel Nestor            | 7-5, 6-3                               | Details                                |
| 16-06-1997 | Heineken Trophy                       | World Series | $ 475.000                              | Jacco Eltingh Paul Haarhuis (2)        | Trevor Kronemann David Macpherson      | 6-4, 7-5                               | Details                                |
| 15-06-1998 | Heineken Trophy                       | Int. Series  | $ 475.000                              | Guillaume Raoux Jan Siemerink (2)      | Joshua Eagle Andrew Florent            | 6-3, 3-6, 6-1                          | Details                                |
| 14-06-1999 | Heineken Trophy                       | Int. Series  | $ 475.000                              | Finale niet gespeeld wegens regen      | Finale niet gespeeld wegens regen      | Finale niet gespeeld wegens regen      | Details                                |
| 19-06-2000 | Heineken Trophy                       | Int. Series  | $ 375.000                              | Martin Damm (1) Cyril Suk (1)          | Paul Haarhuis Sandon Stolle            | 6-4, 6-7(5), 7-6(5)                    | Details                                |
| 18-06-2001 | Heineken Trophy                       | Int. Series  | $ 375.000                              | Paul Haarhuis (3) Sjeng Schalken       | Martin Damm Cyril Suk                  | 6-4, 6-4                               | Details                                |
| 17-06-2002 | Ordina Open                           | Int. Series  | $ 356.000                              | Martin Damm (2) Cyril Suk (2)          | Paul Haarhuis Brian MacPhie            | 7-6(6), 6-7(6), 6-4                    | Details                                |
| 16-06-2003 | Ordina Open                           | Int. Series  | $ 355.000                              | Martin Damm (3) Cyril Suk (3)          | Donald Johnson Leander Paes            | 7-5, 7-6(4)                            | Details                                |
| 14-06-2004 | Ordina Open                           | Int. Series  | $ 355.000                              | Martin Damm (4) Cyril Suk (4)          | Lars Burgsmüller Jan Vacek             | 6-3, 6-7(7), 6-3                       | Details                                |
| 13-06-2005 | Ordina Open                           | Int. Series  | $ 355.000                              | Cyril Suk (5) Pavel Vízner (2)         | Tomáš Cibulec Leoš Friedl              | 6-3, 6-4                               | Details                                |
| 19-06-2006 | Ordina Open                           | Int. Series  | $ 355.000                              | Martin Damm (5) Leander Paes           | Arnaud Clément Chris Haggard           | 6-1, 7-6(3)                            | Details                                |
| 18-06-2007 | Ordina Open                           | Int. Series  | $ 391.000                              | Jeff Coetzee Rogier Wassen             | Martin Damm Leander Paes               | 3-6, 7-6(5), [12-10]                   | Details                                |
| 16-06-2008 | Ordina Open                           | Int. Series  | € 349.000                              | Mario Ančić Jürgen Melzer              | Mahesh Bhupathi Leander Paes           | 7-6(5), 6-3                            | Details                                |
| 14-06-2009 | Ordina Open                           | ATP 250      | € 450.000                              | Wesley Moodie Dick Norman              | Johan Brunström Jean-Julien Rojer      | 7-6(3), 6-7(8), [10-5]                 | Details                                |
| 19-06-2010 | Unicef Open                           | ATP 250      | € 450.000                              | Robert Lindstedt (1) Horia Tecău (1)   | Lukáš Dlouhý Leander Paes              | 1-6, 7-5, [10-7]                       | Details                                |
| 18-06-2011 | Unicef Open                           | ATP 250      | € 450.000                              | Daniele Bracciali František Čermák     | Robert Lindstedt Horia Tecău           | 6-3, 2-6, [10-8]                       | Details                                |
| 23-06-2012 | Unicef Open                           | ATP 250      | € 450.000                              | Robert Lindstedt (2) Horia Tecău (2)   | Juan Sebastián Cabal Dmitri Toersoenov | 6-3, 7-6(1)                            | Details                                |
| 22-06-2013 | Topshelf Open                         | ATP 250      | € 410.200                              | Maks Mirni Horia Tecău (3)             | Andre Begemann Martin Emmrich          | 6-3, 7-6(4)                            | Details                                |
| 21-06-2014 | Topshelf Open                         | ATP 250      | € 426.605                              | Jean-Julien Rojer Horia Tecău (4)      | Santiago González Scott Lipsky         | 6-3, 7-6(3)                            | Details                                |
| 14-06-2015 | Topshelf Open                         | ATP 250      | € 537.050                              | Ivo Karlović Łukasz Kubot (1)          | Pierre-Hugues Herbert Nicolas Mahut    | 6-2, 7-6(9)                            | Details                                |
| 06-06-2016 | Ricoh Open                            | ATP 250      | € 566.525                              | Mate Pavić Michael Venus               | Dominic Inglot Raven Klaasen           | 3-6, 6-2, 11-9                         | Details                                |
| 18-06-2017 | Ricoh Open                            | ATP 250      | € 589.185                              | Łukasz Kubot (2) Marcelo Melo          | Raven Klaasen Rajeev Ram               | 6-3, 6-4                               | Details                                |
| 16-06-2018 | Libéma Open                           | ATP 250      | € 612.755                              | Dominic Inglot (1) Franko Škugor       | Raven Klaasen Michael Venus            | 7-6(3), 7-5                            | Details                                |
| 15-06-2019 | Libéma Open                           | ATP 250      | € 635.750                              | Dominic Inglot (2) Austin Krajicek     | Marcus Daniell Wesley Koolhof          | 6-4, 4-6, [10-4]                       | Details                                |
| 2020       | Libéma Open                           | ATP 250      | Geen toernooi wegens de coronapandemie | Geen toernooi wegens de coronapandemie | Geen toernooi wegens de coronapandemie | Geen toernooi wegens de coronapandemie | Geen toernooi wegens de coronapandemie |
| 2021       | Libéma Open                           | ATP 250      | Geen toernooi wegens de coronapandemie | Geen toernooi wegens de coronapandemie | Geen toernooi wegens de coronapandemie | Geen toernooi wegens de coronapandemie | Geen toernooi wegens de coronapandemie |
| 12-06-2022 | Libéma Open                           | ATP 250      | € 648.130                              | Wesley Koolhof (1) Neal Skupski (1)    | Matthew Ebden Max Purcell              | 4–6, 7–5, [10–6]                       | Details                                |
| 18-06-2023 | Libéma Open                           | ATP 250      | € 648.130                              | Wesley Koolhof (2) Neal Skupski (2)    | Gonzalo Escobar Oleksandr Nedovjesov   | 7–6(1), 6–2                            | Details                                |
| 16-06-2024 | Libéma Open                           | ATP 250      | € 690.135                              | Nathaniel Lammons Jackson Withrow      | Wesley Koolhof Nikola Mektić           | 7–6(5), 7–6(3)                         | Details                                |

## Statistieken

### Meeste enkelspeltitels
| Aantal titels | Speler           | Jaren            |
| ------------- | ---------------- | ---------------- |
| 3             | Nicolas Mahut    | 2016, 2015, 2013 |
| 3             | Patrick Rafter   | 2000, 1999, 1998 |
| 2             | David Ferrer     | 2012, 2008       |
| 2             | Mario Ančić      | 2006, 2005       |
| 2             | Sjeng Schalken   | 2003, 2002       |
| 2             | Richard Krajicek | 1997, 1994       |

(Bijgewerkt t/m 2024)

### Meeste enkelspeltitels per land
| Aantal titels | Land      |
| ------------- | --------- |
| 7             | Frankrijk |
| 6             | Nederland |
| 5             | Australië |
| 3             | Duitsland |
| 3             | Spanje    |
| 3             | Kroatië   |

(Bijgewerkt t/m 2024)